# Lázár Miklós (író, 1819–1899)
Lázár Miklós szárhegyi gróf (Nagyszeben, 1819. május 26. – Kolozsvár, 1899. január 7.) író, újságíró.

## Élete
1819. január 7-én, gróf Lázár Pál és gróf Bethlen Teréz gyermekeként született. Szüleinek Magyarországra költözte után, Lázár Miklóst szülei a nagybátyja gróf Lázár László gondoskodására, felügyeletére bízták, aki a fiút a kolozsvári gimnáziumba és líceumba adta be tanulni.
1838. júliusában az erdélyi főkormányszéknél lett írnok, majd 1840-ben Marosvásárhelyen lett jogász, 1841-ben pedig fogalmazó-gyakornok lett a főkormányszéknél, 1843-ban pedig néhány hétig a bécsi udvari kancellárián is gyakornokoskodott, és még az évben tiszteletbeli fogalmazónak nevezték ki az erdélyi főkormányszékhez.
1844-ben  feleségül vette báró Splényi Máriát, aki már 1845. szeptember 21-én, lányuk Mária születésekor meghalt.
1848-ban rövid ideig a kolozsvári nemzetőröknél  volt főhadnagy. 1852-ben gyűjtötte össze azokat az adatoknak, amelyekből azután a Gróf Lázár család című munkáját készítette.
Lázár Miklós gróf a Bethlen János gróf, Teleki Domokos gróf és Kemény Zsigmond báró, később a gróf Mikó Imre iskolájához tartozott és itt lett a közügyek emberévé; minden hazafias egylet és társulat részt vevő tagja volt.
Hozzájárult a székely nemzet története megírása alapjához, de a maga részéről is annak mintegy előkészítőjéül megkezdette a Székely Oklevéltár kiadását; a Székely Oklevéltár I. kötete egészen, a II. is szintén nagyobb részt a gróf pénzbeli segélye s áldozatával jelent meg.
1856-ban  kinevezték az erdélyi országos nemzeti színházi bizottság tagjának.
1857-ben megbízták az erdélyi első gazdasági és iparkiállítás rendező bizottsága elnökségével.
Feleségétől, Splényi Máriától egy Mária nevű lánya született Kolozsváron, 1845. szeptember 21-én.
1889. január 7-én Kolozsvár-on érte a halál.

## Művei

### Cikkei
- Hetilap (Kolozsvár, 1853. 29. sz. Csik, Gyergyó és Kászon leírása, pótló jegyzetek Benkő Károly munkájához, 80., 81. Lázár István életrajza)
- Erdélyi Történelmi Adatok (1858. Egy XVI. századbeli töredék periromány a székely nemek és ágak birtoklása és hivatalviselése tárgyában János Zsigmond korából, Bocskai fejedelem levele Balássy Ferenczhez a székelyek támadása felől 1605., Bethlen István levele Balássy Ferenczhez (1620)
- Századok (1868. A Marosszékben 1491-1515 közt hadnagyságot és biróságot nemek és ágak rendje szerint viseltek lajstromba, 1870. Adatok a Perkő alatti várról és kastélyról Kézdi-Szent-Léleken, 1879. Adatok a Bercsényi-család nemzedék-rendjéhez, 1880. Székely ispánok és alispánok a mohácsi vészig)
- Hazánk (IX. 1888. Ifj. Petrichevich Horváth Boldizsár naplója 1714-1773)
- Turul (II. 1884. Egy oklevél Nagy Iván «A Losonczyak és Bánffyak nemzedék-rendje» című közleményéhez, A két Laczk-család eredete, Járai Péter alvajda és maradékai, III. 188. A Kelneki-család nemzedék-rendje)
- Egyetemes Magyar Encyclopaediának is munkatársa volt.

### Munkái
- A gróf Lázár család – Ebben családja számára írta meg a Lázár család történetét, összekapcsolva a gróf Kemény Józsefnek a nevezett családról kéziratban hátramaradt munkájával és számos jegyzetével. (Kolozsvár, 1858)
- Székely ispánok és alispánok a mohácsi vészig (Budapest, 1881)
- Erdély főispánjai (1540-1711.) Budapest, 1889.